# Автосвалка
Автосвалка (автокладбище, автоморг) — территория, на которую свозятся отслужившие свой срок автомобили или автомобили после аварии, а также сгоревшие автомобили.
Автосвалка служит для:
- временного хранения автомобилей при необходимости технической экспертизы причин ДТП
- разборки и продажи на вторичном рынке автозапчастей
- последующей утилизации негодных остатков и неликвидных запасных частей

В США каждый год приходится ликвидировать около 12 миллионов старых автомобилей, а в Западной Европе около 15 миллионов автомобилей. Чтобы переработать такое количество отходов без ущерба для окружающей среды, созданы предприятия по приемке, демонтажу и утилизации старых автомобилей. Кузова и негодные металлические детали спрессовываются в брикеты и отправляются в переплавку, изделия из пластмассы, стекла, резины, обивочных материалов в измельченном виде отправляются на свалки. Таких отходов в мире ежегодно скапливается около 7 миллионов тонн.
Также введены законодательные ограничения на применение в автомобилях токсичных материалов, отравляющих окружающую среду и после их переработки.
В обиходе автосвалки и автомобильные разборные мастерские иногда называют «шроты» (нем. Schrott, металлолом). Данное слово обычно применяется на вторичном рынке немецких автомобилей в Западной части России, Украине и в Прибалтике.